# Rangiahua
Rangiahua ist eine kleine Siedlung im Far North District der Region Northland auf der Nordinsel von Neuseeland.

## Geographie
Die aus ein paar Häusern bestehende Siedlung befindet sich rund 18 km nordwestlich von Kaikohe, östlich des Sumpflandes des Waihou River, der hier ein Nebenarm des Hokianga Harbour darstellt. Durch die Siedlung fließt der Waihou River. Durch Rangiahua führt auch der New Zealand State Highway 1, der die Siedlung mit Kawakawa, rund 40 km weiter südöstlich verbindet.

## Geschichte
Rangiahua wäre fast Neuseelands nördlichster Eisenbahnendpunkt geworden. Ab 1923 sollte die Bahnstrecke Otiria–Okaihau, eine Stichstrecke von der Bahnstrecke Auckland–Opua, nach Kaitaia verlängert werden. Die Wirtschaftlichkeit des Projekts wurde jedoch kontrovers diskutiert. Der Kompromiss war, Rangiahua als Endpunkt festzulegen. Die Arbeiten gingen in den 1920er Jahren langsam voran, wurden aber während der Weltwirtschaftskrise eingestellt, obwohl die Strecke bereits nahezu vollendet war. Neuseelands nördlichster Bahntunnel war fertig, Güterbahnhof und Bahnsteig in Rangiahua gebaut. Der Streckenabschnitt ging nie in Betrieb. 1936 gab es eine Untersuchung über die Zukunftsfähigkeit der Strecke, mit dem Ergebnis, dass eine Verlängerung über Rangiahua nicht wirtschaftlich sei. Der Oberbau jenseits von Okaihau wurde 1938 demontiert, um ihn andern Orts zu nutzen.